# Thayer's Quest
 (avril 2019).
Si vous disposez d'ouvrages ou d'articles de référence ou si vous connaissez des sites web de qualité traitant du thème abordé ici, merci de compléter l'article en donnant les références utiles à sa vérifiabilité et en les liant à la section « Notes et références ».
Thayer's Quest est un jeu vidéo d'aventure sorti en 1984 en arcade sur laserdisc. Il est porté par Interplay sous le titre Kingdom: The Far Reaches en 1995 sur 3DO, CD-i et sous DOS.
Une version Mega Drive devait voir le jour mais n'est jamais sortie.

## Système de jeu
Vous jouez un apprenti magicien dont la quête est de retrouver cinq reliques pour créer la Main de Quoid avant que le maléfique sorcier Sorsabal ne les trouve.
Le jeu a été entièrement animé dans un style proche de celui de Dragon's Lair, mais exigeait un travail plus complet car contrairement à ce dernier, le jeu ne demande pas d'appuyer sur le bon bouton au bon moment mais plutôt comme un jeu d'aventure classique où le héros peut guider Thayer à sa guise dans les royaumes et utiliser les différents objets magiques. 
Une suite comprenant le reste du voyage de Thayer était prévue, mais l'entreprise fit faillite avant qu'il ne soit terminé. Dans le milieu des années 1990, Thayer's Quest a été porté sur ordinateurs et sur consoles CD intitulé Kingdom: The Far Reaches mais le nom des personnages a changé (Thayer est devenu Lathan Kandor, Sorsabal est devenu Torlock, etc).Ces changements s'expliquent parce que le créateur Rick Dyer, considérait que le nom des protagonistes était trop typé "années 70". Cette version comportait des animations supplémentaires ainsi que des jeux de logiques additionnels. En 1998, Kingdom 2: Shadoan sort enfin incluant les deux derniers royaumes et la bataille finale contre Torlock. En 2005, la version originale de Thayer's Quest sort comme un jeu vidéo mais sur DVD (fidèle à la version originale). Le jeu peut être lu sur un lecteur de DVD ordinaire et les actions s'effectuent à l'aide de la télécommande. Une version CD-Rom a également été publiée Digital Leisure Inc.